# María la Baja
María la Baja là một khu tự quản thuộc tỉnh Bolívar, Colombia. Thủ phủ của khu tự quản María la Baja đóng tại María la Baja Khu tự quản María la Baja có diện tích 570 ki lô mét vuông. Đến thời điểm ngày 28 tháng 5 năm 2005, khu tự quản María la Baja có dân số 36474 người.